# سنسار
سنسار هي منصة واقع افتراضي اجتماعي طورتها شركة ليندن لاب التي تتخذ من سان فرانسيسكو مقراً لها، وهي الآن مملوكة من قبل شركة Wookey Project Corp التي تتخذ من سان فرانسيسكو مقراً لها أيضا. تم إطلاقها بشكل تجريبي للعامة في 31 يوليو 2017. تتيح المنصة للمستخدم إنشاء عوالم ثلاثية الأبعاد حيث يمكن للأشخاص إنشاء ومشاركة تجارب اجتماعية تفاعلية مثل ممارسة الألعاب ومشاهدة مقاطع الفيديو وإجراء محادثات في الواقع الافتراضي. يتم تمثيل كل مشارك من خلال صورة رمزية تفصيلية تمثل التمثيل الرسومي أو الجرافيكي للمستخدم بما في ذلك جرافيك للكلام وجرافيك لحركة الجسم. 
يدعم سنسار كلاً من نظارات الواقع الافتراضي الVR (بما في ذلك أوكولوس ريفت وإتش تي سي فايف) وأجهزة الكمبيوتر التي تعمل بنظام ويندوز، وهو مجاني للاستخدام مع وجود خدمة اشتراك تمنح ميزات متقدمة للمشتركين.

## التاريخ
في عام 2014، أعلنت ليندن لاب عن عزمها على تطوير «لعبة عالم افتراضي متقدمة» مستوحاة من لعبتها الشهيرة سكند لايف.
في عام 2015، سربت تفاصيل المشروع للعامة بما في ذلك تفاصيل كونها منصة واقع افتراضي اجتماعي. في حين أن اسم المنتج لم يتم نشره بعد فقد أشارت التقارير الإعلامية في البداية إلى المشروع باسمه الرمزي بروجيكت سنسار. بحلول نهاية العام نفسه تمت دعوة عدد صغير من منشئي المحتوى ثلاثي الأبعاد للمشاركة في إصدار نسخة الألفا.
مع تقدم مراحل تطوير المشروع في عام 2016 تم توجيه المزيد من الدعوات إلى مجموعة أكبر من منشئي المحتوى للوصول إلى إصدار«نموذج منشئي المحتوى».
اتيحت المنصة للعامة في عام 2017 «الإصدار التجريبي لمنشئي المحتوى».
في عام 2019، دخلت سنسار في شراكة مع شركة التسجيلات الموسيقية الإلكترونية مونستركات لتقديم الترفيه الحي إلى المنصة، احتفالا بالذكرى السنوية الثامنة لها.
في فبراير 2020، أعلن ليندن لاب أنهم تخلوا عن دعم سنسار كما اعلنت انها تبحث عن مالك جديد للمشروع. وذلك لتركز على منصتها العالمية الافتراضية السابقة سكند لايفسكند لايف . 
في 23 مارس 2020، أعلنت ليندن لابس بيع سنسار لشركة تكنولوجيا مقرها في سان فرانسيسكوWookey Project Corp  ، الذي سيواصل إستراتيجية سنسار القديمة.

## اقتصاد اللعبة
مثل سكند لايف تمتلك سنسار اقتصادًا افتراضيًا ووحدة تجارية خاصة بها. يمكن لمستخدمي سنسار شراء وبيع بضائع افتراضية باستخدام «دولار سنسار». يمكن شراء دولارات سنسار عبر الإنترنت من خلال عملية تسمى (SandeX) أو يمكن الحصول عليها عن طريق بيع المنتجات في متجر سنسار. بالرغم من أن الاقتصاد الافتراضي لـ سنسار لا يزال في مهده، يقارن العديد من المراقبين إمكانياته بالاقتصاد الافتراضي القوي لـ سكند لايف الذي شهد في عام 2016 تحويلات بقيمة 500 مليون دولار بين المستخدمين ومع ارباح فاقت ال60 مليون دولار لمنشئي المحتوى.

## روابط خارجية
- الموقع الرسمي